# 2098 Зискін
2098 Зискін (2098 Zyskin) — астероїд головного поясу, відкритий 18 серпня 1972 року.
Тіссеранів параметр щодо Юпітера — 3,492.
Названий на честь Лева Юрійовича Зискіна, професора Кримського медичного інституту, який був керівником інформаційно-комунікаційного центру хірургії легенів. Відкрила у 1972 р. Журавльова Людмила Василівна.